# 大溪漁港
大溪漁港，位於宜蘭縣頭城鎮大溪，面臨龜山島，分舊、新港兩區，各稱為大溪第一漁港、大溪第二漁港。
為宜蘭縣僅次於南方澳的觀光漁港，每日下午2點半開始拍賣現撈魚貨，港邊設美食街，專賣海鮮，遊客絡繹不絕。

## 沿革

### 舊港
建立於1934年。

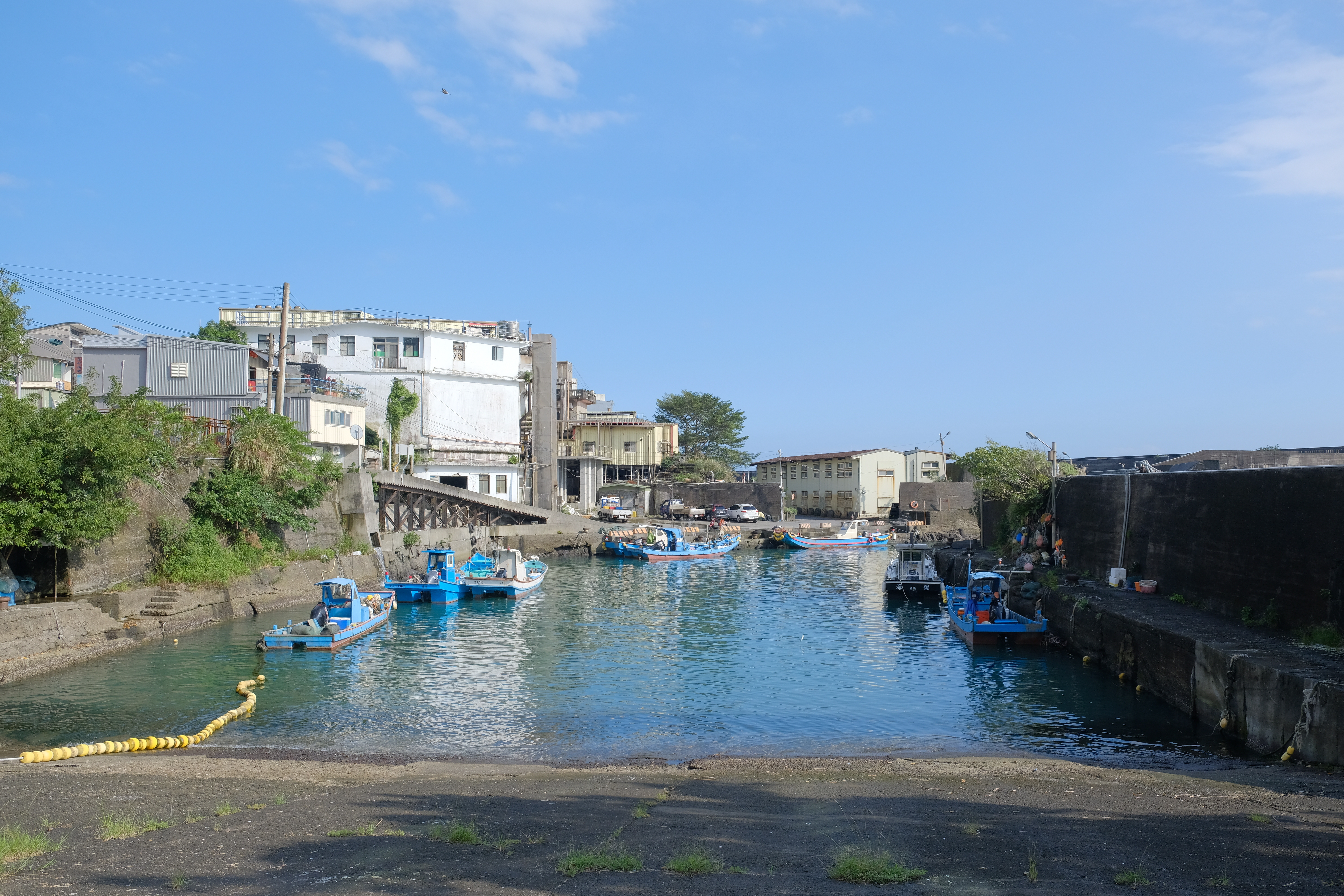
大溪舊港

1938年5月19日，臺灣總督府交通局鐵道部所屬宜蘭旅行社俱樂部募集龜山島遊覽團，從此港赴龜山島觀光，除船長、船員兩人還有二十七名旅客，中途翻船，唯四人得救，罹難者包括廖瓊枝的母親。當年在現在的大溪漁港景觀公園（鄰近新港）立「龜山島遊覽遭難者之招魂碑」，因位於軍方哨所而曾雜草叢生、遺忘多年。
1953年經漁業局洽請中國農村復興聯合委員會撥款補助，先後修建碼頭198公尺，防波堤125公尺，泊地2,700平方公尺 ，曳船道一處，可供小型漁船停泊之用。外廓防波堤曾因颱風多次毀損，均僅修復。因腹地有限無法擴建，僅供小型漁船及動力舢舨停靠。

### 新港

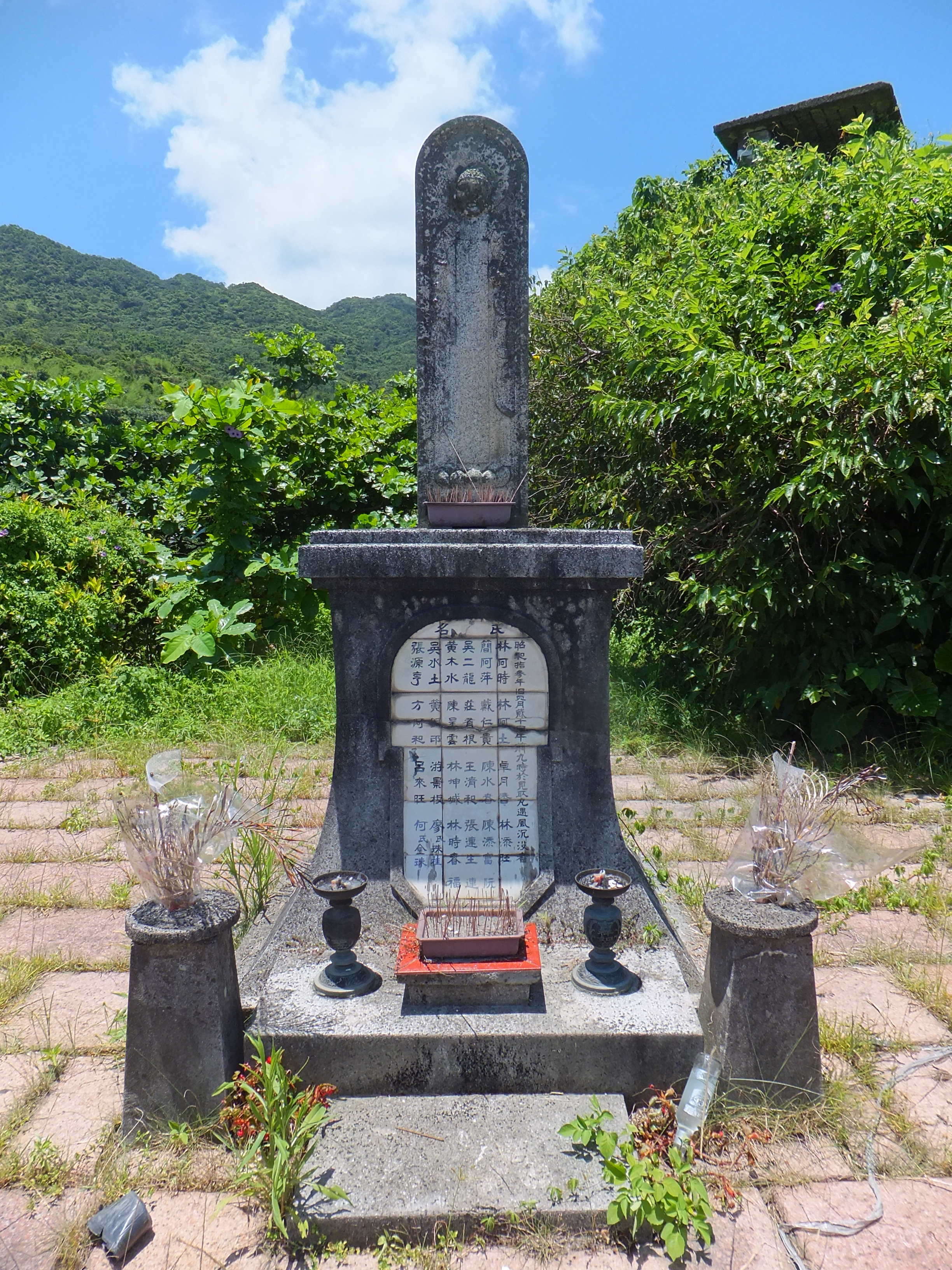
龜山島遊覽遭難者之招魂碑

位於舊港北面500公尺之處。自1970年4月開工至1971年9月闢建完成，計有泊地7,350平方公尺，防波堤145公尺，碼頭205公尺，可供中小型漁船數十艘使用。1973年增建南突堤35公尺，北突堤25公尺，以便利漁船避風靠泊。因該地漁業發展迅速，漁船增多而泊地不敷使用，台灣省政府再於1974年度編列台幣1450萬元於現有泊地南面擴建內泊地6,500平方公尺，增建碼頭337.5公尺，南防波堤122公尺，並於1975年度興建臨港道路186公尺，護坡92公尺，及照明設備等。遇颱風時僅內泊地可供停泊漁船。
為頭城鎮最主要的漁港，並有漁市場，市場交易熱絡，假日更成為觀光客流連駐足之地。